# Cephalops pallidivittipes
Cephalops pallidivittipes är en tvåvingeart som beskrevs av De Meyer 1990. Cephalops pallidivittipes ingår i släktet Cephalops och familjen ögonflugor.
Artens utbredningsområde är Maryland. Inga underarter finns listade i Catalogue of Life.